# Volo Northwest Orient Airlines 324
Il volo Northwest Orient Airlines 324 era un volo charter militare partito dall'aeroporto di Haneda e diretto alla base aerea di McChord, nello stato di Washington. La mattina del 19 gennaio 1952, il volo si schiantò nello stretto di Hecate nella Columbia Britannica, in Canada, durante un atterraggio d'emergenza all'aeroporto di Sandspit. Tutti e tre i membri dell'equipaggio e 33 dei 40 passeggeri morirono, rendendo il volo il terzo peggior incidente aereo in Canada a quell'epoca.

## Sfondo

### L'aereo
L'aereo coinvolto nell'incidente era un Douglas C-54E, numero di serie 27279, noleggiato alla Northwest Orient Airlines dalla Trans World Airlines (TWA). Volò per la prima volta nel 1945 e, al momento dell'incidente, aveva accumulato 18.859 ore di volo. L'aereo era dotato di quattro motori Pratt & Whitney R-2000 Twin Wasp. Superò il controllo no 2 a Seattle il 15 gennaio 1952.

### L'equipaggio
Il comandante John J. Pfaffinger (38 anni) era impiegato presso la Northwest Airlines dal 4 agosto 1942. Aveva registrato 8.557 ore di volo, di cui 1.762 sul DC-4.
Il primo ufficiale Kenneth H. Kuhn (32 anni) era impiegato presso la Northwest Airlines dal 13 settembre 1945. Aveva alle spalle 4.197 ore di volo, 1.698 delle quali sul DC-4.
A bordo si trovava anche un'hostess, Jane Cheadle, che lavorava alla Northwest Airlines dal 1º aprile 1950. Tutti i membri dell'equipaggio avevano superato gli esami fisici ed erano stati debitamente certificati per il volo.

## L'incidente
Il volo era partito da Tokyo ed era diretto alla base aerea McChord con scali a Shemya e Anchorage. A Shemya ci fu un cambio di equipaggio e fu sostituito un magnete nel motore n 1. Ad Anchorage, l'equipaggio dell'incidente salì a bordo per l'ultima tratta del volo. Prima di partire da Anchorage il bollettino meteorologico sulla rotta di volo prevedeva un cielo nuvoloso con neve mista a pioggia. Erano previste anche occasionali formazioni di ghiaccio e turbolenze su aerei leggeri.
L'aereo partì dalla base aerea di Elmendorf ad Anchorage alle 21:11 del 18 gennaio. L'aereo salì all'altitudine di crociera di 10.000 piedi e alle 22:14, poco dopo aver superato l'isola di Middleton, i piloti chiesero di scendere a quota 8.000 piedi, che l'aereo raggiunse alle 22:22.
Il volo proseguì tranquillo finché l'aereo non fu sopra Sitka. Alle 12:03 del mattino del 19 gennaio, i piloti segnalarono un guasto al motore no 1. Alle 12:29, i piloti attribuirono il problema al motore a un radiatore dell'olio "rotto" e chiesero le previsioni del tempo negli aeroporti vicini di Annette, Sandspit e Port Hardy. Il meteo ad Annette era sotto i minimi, quindi l'equipaggio decise di effettuare un atterraggio di emergenza a Sandspit. I piloti diedero un orario di arrivo stimato per l'1:28 e proseguirono per Sandspit con tre motori.
Durante l'atterraggio a Sandspit, l'aereo toccò terra a 1/3 della pista. Dopo un breve periodo a terra, la potenza del motore venne riapplicata a metà pista e il DC-4 ridecollò superando una recinzione di legno alla fine della pista. L'operatore radio di Sandspit sentì delle urla e concluse che l'aereo si era schiantato nello stretto di Hecate, proprio alla fine della pista. I servizi di ricerca e soccorso non riuscirono a trovare il relitto nella limitata visibilità di quello specifico giorno. Un'ora e mezza dopo l'incidente, sette persone vennero salvate dalle gelide acque dello stretto. Si pensa che nessuno sia morto nello schianto iniziale e che tutti coloro che perirono fossero annegati o morti congelati a causa delle basse temperature.

## L'indagine
Poiché l'incidente si era verificato su suolo canadese, fu il governo canadese a condurre le indagini e invitò il Civil Aeronautics Board (predecessore del National Transportation Safety Board) a inviare un osservatore. Il CAB portò avanti le proprie indagini insieme al governo canadese. Uno dei sopravvissuti era il primo tenente Donald E. Baker, un navigatore dell'aeronautica militare degli Stati Uniti. Il tenente Baker fu presente all'interno della cabina di pilotaggio fino all'inizio dell'avvicinamento finale a Sandspit.
Il tenente Baker informò che nei pressi di Sitka, i piloti notarono una rapida perdita di pressione dell'olio nel motore 1. Il motore venne spento e fu data l'autorizzazione a procedere verso Sandspit. Al momento del guasto al motore, l'aeroporto di Annette Island era più vicino e dotato di strutture migliori, ma non era disponibile a causa delle cattive condizioni meteorologiche.
Dopo il guasto al motore si è formato del ghiaccio sul finestrino anteriore della cabina di pilotaggio. I piloti volarono fino a 9.000 piedi da 8.000 piedi per evitare un ulteriore accumulo di ghiaccio. Secondo il tenente Baker l'aereo funzionò bene anche con soli tre motori, e non ci furono difficoltà di manovra.
Durante la discesa si verificò una leggera turbolenza, anche se al tenente Baker l'avvicinamento sembrò normale. L'avvicinamento finale fu un po' alto e durante l'atterraggio il velivolo ebbe un leggero flare-out. Dopo che fu applicata piena potenza per una riattaccata, il tenente Baker avvertì delle vibrazioni che associò a uno stallo imminente. L'aereo colpì l'acqua due volte. La decelerazione venne considerata rapida ma non violenta.
L'ammaraggio non era stato previsto e ai passeggeri non era stato ordinato di prepararsi per un atterraggio anomalo. Tutti o quasi tutti i passeggeri evacuarono l'aereo attraverso l'uscita di emergenza della cabina passeggeri di sinistra, la porta della cabina principale e l'astrodome. Nessuna delle zattere di salvataggio riuscì a lanciarsi dal DC-4, anche se a tutti i passeggeri erano stati consegnati degli opuscoli di emergenza alla partenza da Tokyo che descrivevano le operazioni delle zattere di salvataggio.
Il 9 giugno 1952, i sommozzatori visitarono il relitto durante una marea insolitamente bassa. L'aereo era quasi disintegrato a causa dell'azione della marea e della corrosione. Il carrello anteriore era stato trascinato sulla spiaggia poco dopo l'incidente. Normalmente, il carrello anteriore si ritrae prima del carrello di atterraggio principale sul DC-4, ma in caso di malfunzionamento può ritrarsi solo parzialmente.
La Northwest Airlines ebbe molti casi in cui il carrello anteriore di un DC-4 non era riuscito a ritrarsi completamente. Tutti i malfunzionamenti si erano verificati a causa del freddo e durante i decolli con vento laterale che richiedevano di sterzare col carrello anteriore (come i decolli con tre motori, come quello dell'aereo dell'incidente).
I registri di manutenzione rivelarono che alcune parti componenti del motore 1 avevano superato le 1.500 ore di revisione. Il motore in questione era stato in funzione per oltre 225 ore oltre la data di scadenza della revisione. Questa svista era dovuta a un errore amministrativo presso la Northwest Airlines.

## Risultati
"Sulla base di tutte le prove disponibili, il Consiglio ritiene che:
1. 1. La compagnia, l'aereo (ad eccezione di alcuni componenti del motore n. 1) e l'equipaggio erano debitamente certificati.

1. 2. Il motore 1 aveva subito una perdita d'olio, il che rese necessario spegnerlo e mettere l'elica in bandiera.

1. 3. In conformità con le procedure operative della compagnia, il comandante Pfaffinger scelse di atterrare al primo aeroporto disponibile anziché proseguire verso destinazione con tre motori.

1. 4. L'atterraggio a Sandspit fu annullato e venne iniziata una riattaccata.

1. 5. Quando venne visto l'ultima volta da un testimone a terra, l'aereo si trovava intento a compiere una stretta virata a sinistra, a bassa quota.

1. 6. Durante il tentativo di risalita, il DC-4 cadde sull'acqua, rimbalzò e si fermò 26 gradi a sinistra e a circa 4.500 piedi dalla fine della pista.

1. 7. Mentre tutti o quasi tutti i passeggeri evacuarono l'aereo senza riportare gravi ferite, gli annegamenti e l'esposizione alle temperature prossime al gelo dell'aria e dell'acqua causarono 36 decessi.

1. 8. Non sono state prese delle misure per preparare i passeggeri a un atterraggio di fortuna o a un possibile ammaraggio.

1. 9. Non è stata utilizzata l'illuminazione d'emergenza nella cabina passeggeri, né sono state prese misure efficaci per utilizzare le zattere di salvataggio stivate nella parte posteriore della cabina.[2]

## Causa probabile
Il Civil Aeronautics Board stabilì che "la probabile causa di questo incidente è stata una difficoltà di retrazione del carrello anteriore in connessione con una condizione di ghiaccio o una perdita di potenza, che ha reso l'aereo incapace di mantenere il volo".